# مزدا کارول
مزدا کارول (Mazda Carol) خودرویی است که از سال ۱۹۶۲ تا ۱۹۷۰۱۹۸۹-کنون توسط شرکت مزدا تولید شده‌است.
این خودرو در کلاس خودرو کی قرار گرفته، است.